# Liste der Kulturdenkmäler in Weinsheim (bei Bad Kreuznach)
In der Liste der Kulturdenkmäler in Weinsheim sind alle Kulturdenkmäler der rheinland-pfälzischen Ortsgemeinde Weinsheim aufgeführt. Grundlage ist die Denkmalliste des Landes Rheinland-Pfalz (Stand: 2. August 2023).

## Denkmalzonen
| Bezeichnung                    | Lage                                             | Baujahr                    | Beschreibung | Bild |
| ------------------------------ | ------------------------------------------------ | -------------------------- | --- | ---- |
| Denkmalzone Ackvamühle         | westlich des Ortes am Ellerbach Lage             | Mitte des 19. Jahrhunderts | Dreiflügelanlage mit spätklassizistischem Breitgiebelhaus, Mitte des 19. Jahrhunderts, mit Getreidemühle und Ölstampfe; zugehörig zur baulichen Gesamtanlage alle wasserbaulichen Anlagen, insbesondere Mühlgräben und Abschnitt des Ellerbaches, jeweils mit Wehren, samt dazwischen gelegenen Wiesen | BW   |
| Denkmalzone Jüdischer Friedhof | südwestlich des Ortes; Flur An der Leimkaut Lage | um 1830/40                 | um 1830/40 angelegtes Areal mit 22 (?) Grabsteinen von 1881 (?) bis 1930 | BW   |

## Einzeldenkmäler
| Bezeichnung                     | Lage                                     | Baujahr                            | Beschreibung | Bild                           |
| ------------------------------- | ---------------------------------------- | ---------------------------------- | --- | ------------------------------ |
| Rathaus                         | Backesgasse 2 Lage                       | 1576                               | Renaissancebau, bezeichnet 1576, Erdgeschoss-Umbau in der zweiten Hälfte des 18. Jahrhunderts; Gemeindebackhaus, bezeichnet 1597                                                                                     | BW                             |
| Wohnhaus                        | Backesgasse 4 Lage                       | Mitte des 18. Jahrhunderts         | barockes Fachwerkhaus, Mitte des 18. Jahrhunderts; städtebaulich wichtig | BW                             |
| Hofanlage                       | Kirchgasse 1 Lage                        | 17. bis 19. Jahrhundert            | Hofanlage, 17. bis 19. Jahrhundert; barockes Fachwerkhaus, ehemals bezeichnet 1667 | Fotos hochladen                |
| Spolie                          | Kirchgasse, an Nr. 4 Lage                | 1780                               | barocker Torbogen-Schlussstein, 1780 (?) | BW                             |
| Hofanlage                       | Kirchgasse 6 Lage                        | 1750                               | Hofanlage, bezeichnet 1750; spätbarocker Walmdachbau | BW                             |
| Evangelisches Pfarrhaus         | Kirchgasse 9 Lage                        | zweite Hälfte des 18. Jahrhunderts | spätbarocker Krüppelwalmdachbau, zweite Hälfte des 18. Jahrhunderts | Fotos hochladen                |
| Wohnhaus                        | Kirchgasse 14 Lage                       | um 1700                            | barockes Fachwerkhaus, teilweise massiv, um 1700; städtebaulich wichtig | BW                             |
| Evangelische Pfarrkirche        | Kirchgasse 20 Lage                       | 1823–25                            | klassizistischer Vierkonchenbau mit Doppelturmfassade, 1823–25, Kreisbauinspektor Ludwig Behr, Bad Kreuznach | weitere Bilder Fotos hochladen |
| Wohnhaus                        | Kreuznacher Straße 31 Lage               | 1763                               | spätbarockes Fachwerkhaus, teilweise massiv, bezeichnet 1763 | Fotos hochladen                |
| Schulhaus                       | Schulstraße 24/26/28 Lage                | 1938                               | Grundschule Weinsheim, Schule mit Lehrerwohnungen; dreiteilige Baugruppe, Heimatstil neuklassizistischer Prägung, 1938, Kreisbaumeister Richard Starig, Bad Kreuznach, Bildhauerarbeit von Emil Cauer, Bad Kreuznach | BW                             |
| Katholische Herz-Jesu-Kirche    | Schulstraße 27 Lage                      | 1907/08                            | neugotischer Backsteinbau, 1907/08, Architekten Gebrüder Jakob und Peter Friedhofen, Koblenz-Lützel | Fotos hochladen                |
| Wohnhaus                        | Sponheimer Straße 4 Lage                 | spätes 16. Jahrhundert             | Fachwerkhaus, im Kern wohl aus dem späten 16. Jahrhundert, Obergeschoss und Dach aus dem ausgehenden 17. Jahrhundert, Haustür bezeichnet 1837                                                                        | BW                             |
| Wohnhaus                        | Sponheimer Straße 7 Lage                 | 1757                               | spätbarockes Fachwerkhaus, teilweise massiv, bezeichnet 1757 | Fotos hochladen                |
| Katholische Kapelle St. Michael | südlich des Ortes am Scholländerhof Lage | 1776                               | spätbarocker Saalbau, ehemals bezeichnet 1776 | BW                             |